# علی‌آباد چالوس
علی آباد چالوس، روستایی است از توابع بخش مرکزی شهرستان چالوس در استان مازندران ایران.

## جمعیت
این روستا در دهستان کلارستاق شرقی قرار دارد و براساس سرشماری مرکز آمار ایران در سال ۱۳۸۵، جمعیت آن ۸۳۴ نفر (۲۲۵خانوار) بوده‌است. مردم علی آباد از قومیت طبری هستند. مردم علی آباد به زبان طبری با گویش چالوسی سخن می‌گویند.